# Что бы вы сделали…
«Что бы вы сделали…» (англ. Would You Rather) — психологический фильм ужасов режиссёра Дэвида Гая Леви. Главную роль исполнили Бриттани Сноу и Джеффри Комбс. Премьера фильма состоялась на фестивале Screamfest Horror Film 14 октября 2012 года.

## Сюжет
Вслед за смертью своих родителей, Айрис пытается свести концы с концами, ухаживая за своим неизлечимо больным младшим братом Райли. Шепард Ламбрик, на вид аристократ-филантроп, проявляет интерес в помощи им и приглашает Айрис на эксклюзивный званый обед, на который так же приглашены семь других отчаявшихся людей. Вскоре они оказываются запертыми в особняке Ламбрика и вынуждены играть в садистскую игру «Что бы вы сделали…», в которой победитель будет награждён большой суммой денег. По ходу игры Айрис и другие игроки всё ближе становятся к смерти.
Первым погибает Конвей, который попытался уйти, — его застрелил дворецкий Беванс.
В первом испытании нужно выбрать, через кого пропустить ток — через себя или через того, кто сидит рядом с вами. В итоге удар током получили почти все, кроме Эми, которая предпочла пропустить ток через пожилую Линду.
Во втором испытании каждому нужно выбрать: либо вонзить нож для колки льда в колено рядом сидящему человеку, либо нанести Трэвису три удара шамбоком. По окончании испытания Трэвис не может продолжать, и его удаляют, а Линда умирает, скорее всего, от приступа. Когда очередь доходит о Эми, то она получив разрешение нанести ножом для колки льда удар в любую часть тела ниже плеча, ранит Айрис в правый бок.
После этого испытания все пытаются совершить побег, Айрис удаётся убежать. Путь ей перекрывает сын Шепарда, и в итоге девушку ловят. Когда она возвращается, то узнаёт, что в попытке побега погиб Кэл.
Следующее испытание на удачу: перед оставшимися участниками лежат карточки, в которых виды наказаний. Они могут быть как жестокими, так и незначительными. А ещё есть бочка с водой, в которой нужно продержаться две минуты. Первым выбирает Питер. Он раскрывает свою карточку. Ему необходимо взорвать петарду в руке, не выпуская её. Он делает это, но у него случается сердечный приступ, и он умирает.
Следующий Лукас. Он тоже решает рискнуть и выбирает карточку. Ему нужно порезать бритвой свой глаз. Лукас пытается отказаться, но, поняв, что выхода нет, режет глазное яблоко. Теперь очередь Айрис. Она выбирает бочку и выдерживает под водой две минуты. Если бы она выбрала карточку, то ей пришлось бы удалять себе все зубы.
Эми решает рискнуть. Её вид наказания — продержаться в бочке не две, а четыре минуты. Она не выдерживает и захлёбывается. В последний раунд проходят двое: Айрис и Лукас.
Теперь у Айрис есть право выбора: или они вместе с Лукасом уходят прямо сейчас, целыми и невредимыми, но без гроша и на кону жизнь её брата, или она убивает Лукаса из однозарядного дуэльного пистолета и становится победительницей. Лукас начинает было уговаривать Айрис уйти, мотивируя Айрис тем, что он на игре из-за своих троих сестер. Айрис незамедлительно стреляет в него. Шепард аплодирует рыдающей Айрис, вручает выигрыш и сообщает, что донор и операция для брата уже решены.
На следующее утро девушка почти успокоилась, её жизнь начинает возвращаться в прежнее русло. Отдохнув после трудного вечера, она идёт будить своего брата. Тот не шевелится, и Айрис замечает рядом с ним несколько пустых пачек таблеток.
Фильм завершается криком Айрис: «Райли, что же ты наделал!».

## В ролях
| Актёр               | Роль            |
| ------------------- | --------------- |
| Бриттани Сноу       | Айрис           |
| Джеффри Комбс       | Шепард Ламбрик  |
| Джонатан Койн       | Беванс          |
| Лоренс Гиллиард-мл. | доктор Барден   |
| Энвер Джокай        | Лукас           |
| Саша Грей           | Эми             |
| Джон Хёрд           | Конвей          |
| Чарли Хофхаймер     | Трэвис          |
| Логан Миллер        | Райли           |
| Джун Скуибб         | Линда           |
| Эдди Стиплз         | Кэл             |
| Робин Лорд Тейлор   | Джулиан Ламбрик |
| Робб Веллс          | Питер           |
| Ларри Седар         | Водитель        |

## Критика
Фильм получил смешанные отзывы кинокритиков. На сайте Rotten Tomatoes фильм имеет рейтинг 57 % на основе 21 рецензии со средним баллом 5 из 10. На сайте Metacritic фильм имеет оценку 20 из 100 на основе 11 рецензий критиков, что соответствует статусу «в целом неблагоприятные отзывы».